# U-3514
U-3514 je bila nemška vojaška podmornica Kriegsmarine, ki je bila dejavna med drugo svetovno vojno.

## Zgodovina
Podmornica se je predala 9. maja 1945 v Bergenu, nato pa je bila v sklopu operacije Deadlight 29. maja 1945 premeščena v Loch Ryan. Januarja 1946 je bila premeščena v Moville, kjer so jo imeli v rezervi; v primeru, če bi katera od drugih nemških zajetih podmornic, ki so jih predali Sovjetski vojni mornarici, ne bi prišla na svoj cilj, bi tudi to podmornico predali Sovjetski zvezi. Ker pa so vse predane podmornice dosegle Sovjetsko zvezo, so podmornico U-3514 kot zadnjo podmornico v operaiji potopili s pomočjo HMS Loch Arkaig, ki je podmornico obstreljevala s topovi in raketami ter na koncu uporabila tudi globinske naboje.

## Poveljniki
| Poveljniki |                                    |                |                                |
| Št.        | Čin                                | Ime            | Poveljstvo                     |
| 1.         | Nadporočnik (Oberleutnant zur See) | Günther Fritze | 9. december 1944 - 5. maj 1945 |
| 2.         | Kapitanporočnik (Kapitänleutnant)  | Klaus Willeke  | 6. maj 1945 - 8. maj 1945      |

## Tehnični podatki
| Kategorije                                    | Podatki           |
| --------------------------------------------- | ----------------- |
| Teža (t): na površju pod površjem polna Teža  | 1.621 1.819 2.100 |
| Dolžina (m) - tlačni trup (m)                 | 76,70 - 60,50     |
| Širina (m) - tlačni trup (m)                  | 8,00 - 5,3        |
| Izpodriv (m)                                  | 6,32              |
| Višina (m)                                    | 11,30             |
| Moč (hp): na površju pod podvršjem            | 4.000 4.400       |
| Hitrost (vozlov): na površju pod podvršjem    | 15,6 17,2         |
| Doseg (milja/vozel): na površju pod podvršjem | 15.500/10 340/5   |
| Torpeda/Torpedne cevi                         | 23/6 (na premcu)  |
| Mine                                          | 12 TMC            |
| Posadka                                       | 57-60             |
| Maksimalni potop (m)                          | 280               |